# Srebrne i czarne
Srebrne i czarne – tom poetycki Jana Lechonia wydany w 1924.
Srebrne i czarne to drugi i ostatni tom poetycki Lechonia wydany w dwudziestoleciu międzywojennym. Zbiór różni się zdecydowanie tematyką od poprzedniego tomu Karmazynowy poemat. Podejmuje motywy, takie jak samotność, miłość, śmierć, tragizm życia ludzkiego, egzystencjalny niepokój, nostalgia, pesymizm. Wiersze pisane są tradycyjnym trzynastozgłoskowcem. W skład tomu wchodzi m.in. cykl Siedem grzechów głównych.  Tom został wydany w Warszawie przez Towarzystwo Wydawnicze „Ignis”. W 1925 tom otrzymał nagrodę Polskiego Towarzystwa Wydawców Książek. Zbiór został wznowiony w 1928.